# 朴維徹
朴 維徹（パク・ユチョル、1938年1月15日 - ）は、大韓民国の政治家、政治活動家。第25代大韓民国国家報勲処処長、第19代光復会会長などを歴任。

## 経歴
1938年1月15日、中華民国 上海市生まれ。父は朝鮮独立運動家の朴始昌、祖父は大韓民国臨時政府第2代大統領の朴殷植。大韓民国が建国されると帰国し、ソウルで成長した。白凡・金九記念館建設推進委員会委員長、独立記念館館長などを歴任し、2004年に盧武鉉大統領に大韓民国国家報勲処処長に任命された。2007年には親日反民族行為者財産の国家帰属に関する特別法によって没収された、親日反民族行為者の財産、270万坪を独立有功者礼遇に関する法律に基づいて、独立運動家遺族の支援などに使用すると発表した。同年4月に退任すると檀国大学校理事長などを経て、2011年に光復会会長に就任した。
会長として、光復節の記念式典などに参加した。2019年に会長を退任した。後任は金元雄。